# Phylocentropus simplex
Phylocentropus simplex is een fossiele soort schietmot uit de familie Dipseudopsidae.